# Старий Угринів

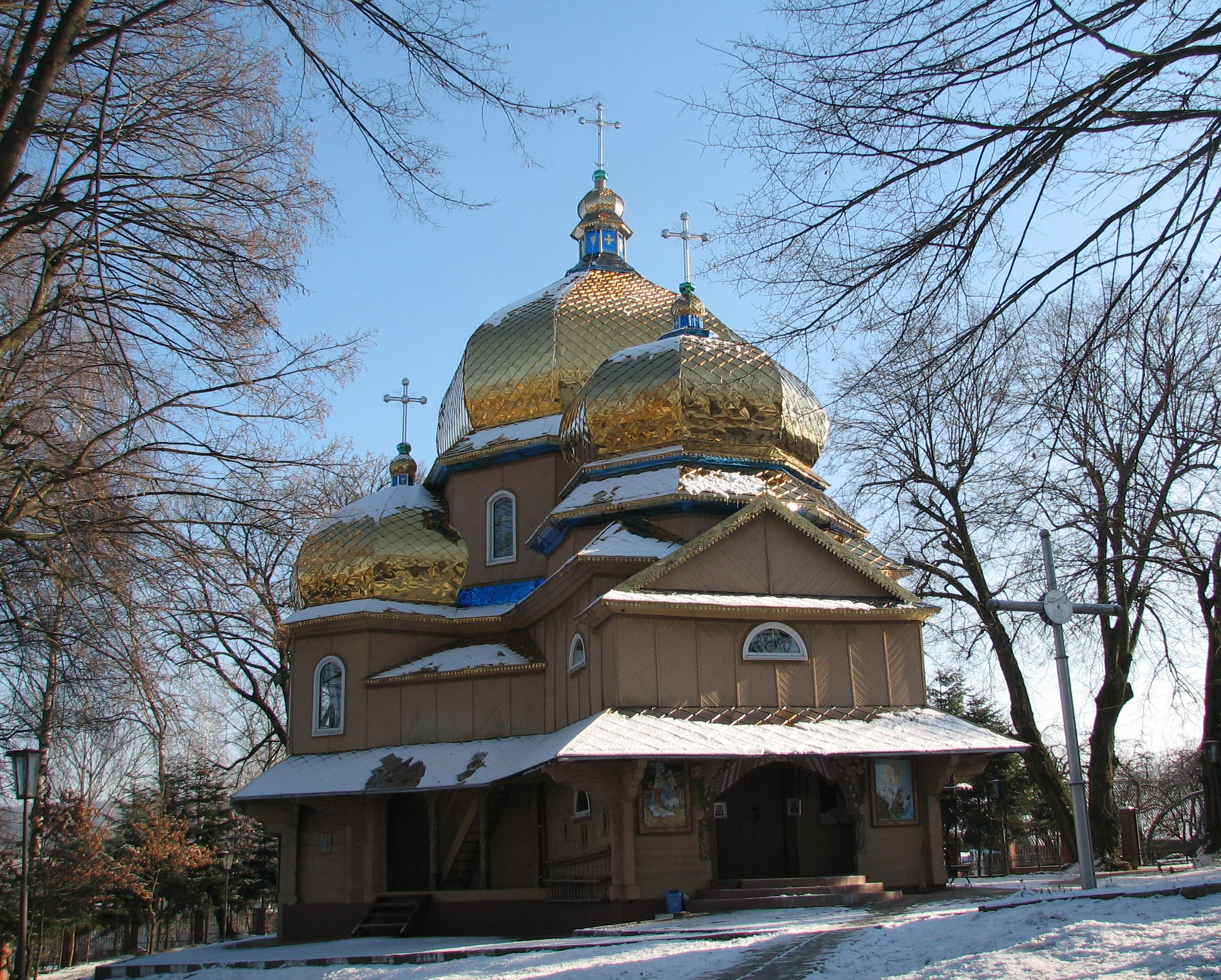
Церква В'їзду Господа нашого Ісуса Христа в Єрусалим

Старий Угринів — село Калуського району Івано-Франківської області на берегах річки Бережниця. Входить до складу Новицької сільської громади.

## Назва
Щодо походження назви села існують різні гіпотези. Одна з них пов'язує назву села з іменем його легендарного засновника Гриня. Прикметник «старий» додався до назви нібито тоді, коли від старого Гриня відокремився його середущий син (з ним пов'язують появу Середнього Угринова: перша письмова згадка 1605 р.). Інша думка пов'язує походження назви Старого Угринова із угорцями (в давнину їх ще називали уграми). Обидві гіпотези ігнорують наявність українських термінів «угори» й «узгір'я» для позначення високих пагорбів чи їх схилів.
Найпоширенішим прізвищем у селі є прізвище Перегіняк — тобто той, хто переганяв худобу, чи прибулець із недалекого Перегінського. Можна навіть припустити, що першими поселенцями були прибульці з підвладних на той час Угорщині територій, однак аж ніяк не власне угри (угорці). До речі, вихідців із Закарпаття в краї здавна називають «мадярами» (а не угорцями).

## Історія

### Середньовіччя

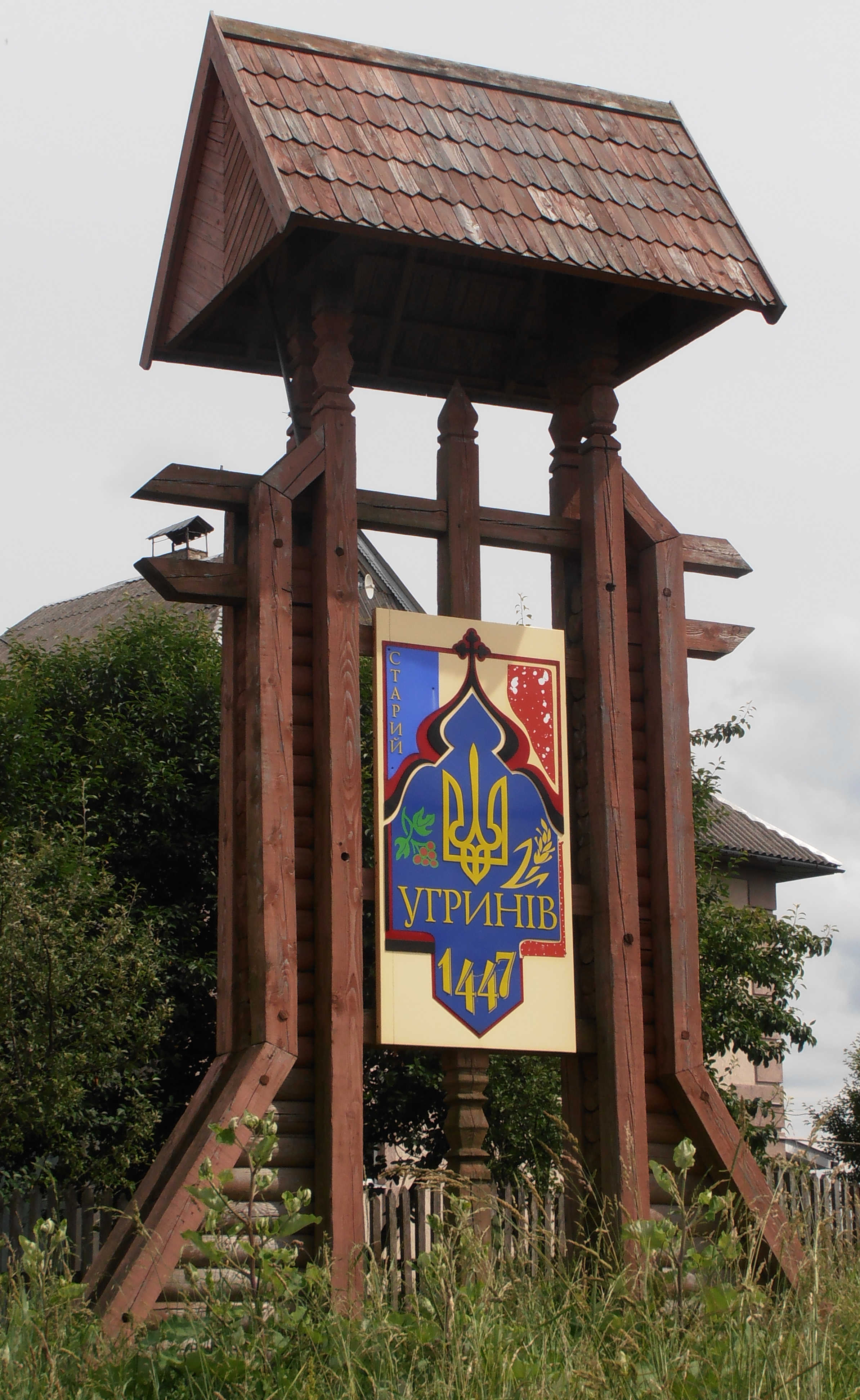
Знак з роком першої згадки про інше село

У «Історії міст та сіл Української РСР» стверджується щодо першої письмової згадки про Старий Угринів 1447 року без посилання на жодний документ. Окремі жителі кажуть про більш давнє існування поселення. (Наприклад, сусідня Новиця вперше згадана в документах 1367 року. Сама назва цього села завідчує, що поряд мало перед тим уже існувати якесь поселення. Ймовірно селом, відносно якого новопостала Новиця була «новим» місцем осідку тогочасного люду і був Старий Угринів. Тим більше, що й форма з закінченням -ця вказувала на менші розміри та молодший вік Новиці стосовно старшого «сусіда». Натомість, розташовані з інших сторін Бережниця, Добровляни мають аналогічні «зменшувані» назви, а пізніше засновані Берлоги та Камінь отримали своє ім'я від природних ознак).
Також у своєму «Нарисі Історії Прикарпаття» В. Грабовецький перераховуючи села, які вперше згадуються в 1440 році, чомусь називає і Старий Угринів, хоча у «Метриці коронній з часів Казимира Ягелончика» за 16.05.1440 згадується про Угринів серед сусідніх сіл Ямниця і Братківці, тобто мова йде не про Старий Угринів.
Королівська люстрація 1565 року задокументувала заснування села:
«Угринів — село, яке найясніший пан воєвода руський 2 роки тому почав заселяти при старому селі Новиця в діброві над річкою Бережниця. В ньому є осідлих селян з отаманом 8, які за правом волоським проживають. Данину мають давати в Новицю, але мають свободу до 12 років…».
Селяни перераховуються поіменно — без жодного угорського імені. Таким чином маємо точне документування дати заснування села — 1564 рік (Королівська люстрація 1565 року затягнулась і в Калуському старостві прходила в 1566 році). Це датування підтверджується і наступними документами щодо терміну звільнення від повинностей. Після заснування в 1605 р. іншого Угринова (Середній Угринів), назва села доповнилась прикметою «Старий».
Дані щодо перших століть існування Старого Угринова є дуже фрагментарними. Староугринівці повністю пережили долю всього краю. В 1648 р. жителі Старого Угринова разом із іншими сусідами брали участь у повстанні під проводом священика Івана Грабівського, яке вибухнуло під впливом перемог Богдана Хмельницького над поляками. Повстання було жорстоко придушено.
Церква В'їзду Господа Нашого Ісуса Христа до Єрусалиму згадується 1684 року в реєстрі катедратика (столового податку), а її наступниця — у протоколах генеральних візитацій Львівсько-Галицько-Кам'янецької єпархії 1740—1755 рр. (рік побудови — 1735, 20 парохіян-господарів).

### У складі Австро-Угорщини

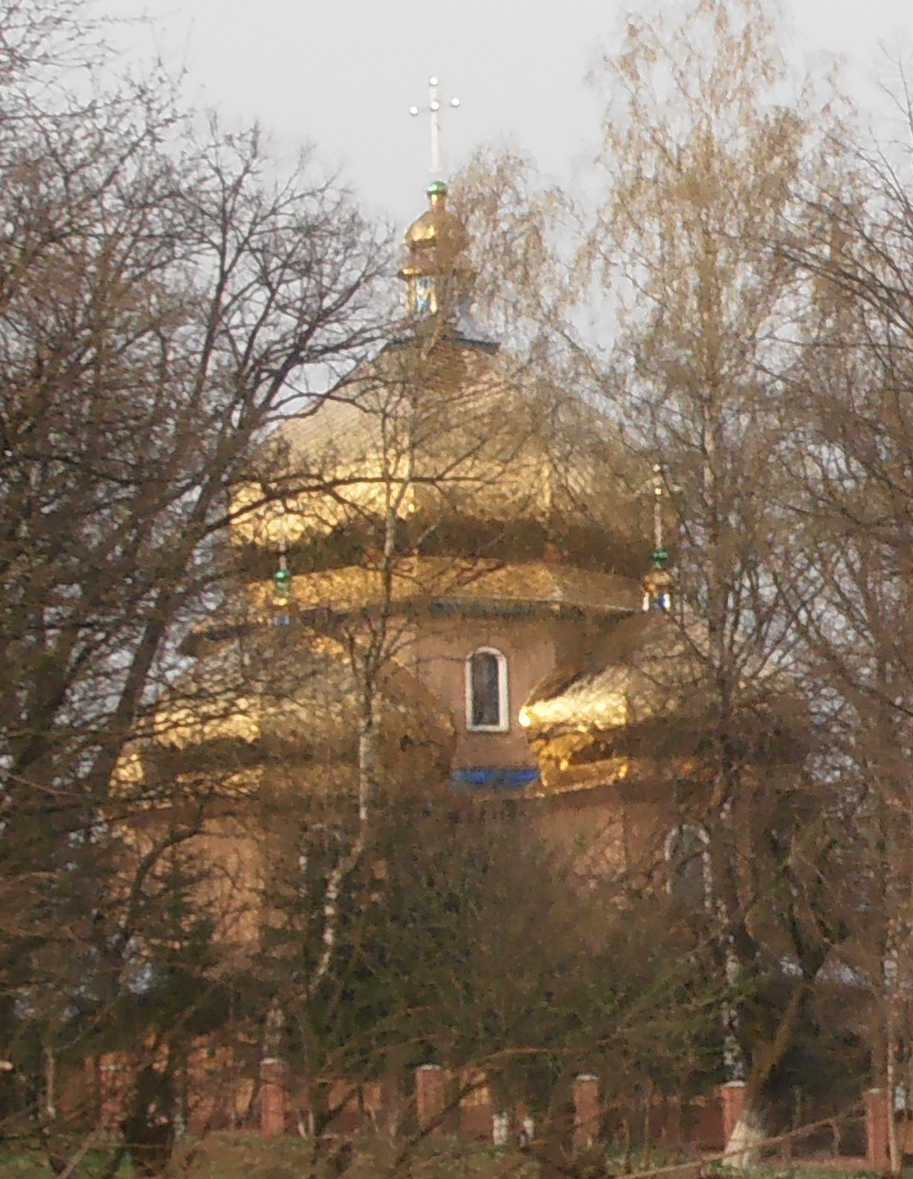
Церква

У 1880 році село входило до Калуського повіту, було 118 будинків і 522 мешканці (512 греко-католиків, 1 римо-католик, 9 юдеїв; 512 українців, 10 поляків), церква належала до греко-католицької парафії у селі Бережниця.
Незважаючи на всі перепони, які становило іноземне панування для місцевого населення на шляху до здобуття освіти, окремим нашим краянам вдавалось досягти значних висот та визнання. Таким був Степан Стефурак актор Львівського театру «Руська бесіда».
У ті часи центром громадського життя села була церква. Священики, будучи найосвіченішими людьми в селі, були вчителями та порадниками для своїх парафіян: Степан Микитинський, Микола Савіцький, Михайло Савіцький, Венцеслав Хойнацький і Володимир Петрушевич залишили після себе добру згадку в серцях селян.
У 1883—1913 рр. парохом Старого Угринова та Бережниці був Володимир Ґлодзінський, його перевели сюди із сусіднього села Завою. Саме в ці часи було побудовано резиденцію священиків Старого Угринова (1893 р.), капличку Покрови (десь у 1900 році). Діти Глодзінського закладають читальню «Просвіти».

### Перша світова війна та Визвольні змагання
В 1914 році почалась Перша світова війна, з неї не повернулося три десятки жителів села, стільки ж отримали інвалідність. З церковного подвір'я було забрано усі дзвони. В 1914 році від попадання снаряду згоріла сільська церква, яка була побудована в 1820 році. 1918—1919 роки були також періодом боротьби за українську державність.
В листопаді 1918 року староугринівці разом із жителями сусідніх сіл під проводом свого священика о. Андрія Бандери взяли активну участь у революції в Калуському повіті, в ході якого влада перейшла до українців. У рядах Українських Січових Стрільців та Української галицької армії відзначився уродженець Старого Угринова Микола-Амвросій Саєвич.

### Друга Річ ПосполитатаОУНівськийрух
Іноземне панування викликало невдоволення і спротив з боку місцевого населення. В Старому Угринові бурхливо розвивалося громадське життя, значною мірою завдяки отцю Андрію Бандері та його дітям. Головним натхненником діяльності українських організацій у селі був Степан Бандера. Найближчими помічниками Степана були Небилович Гринь, Михайлюк Дмитро і Небилович Іван. Гринь Небилович був поводирем сільської молоді, яка в ті часи була дуже активною. Літом 1933 року він помер у лікарні під час операції (в селі ходили чутки про причетність польської влади до його смерті). Продовжувачем справи Небиловича став Дмитро Михайлюк. Степан Бандера, будучи студентом, часто приїздив у рідне село і брав безпосередню участь у громадській роботі.
Активно діяла хата-читальня «Просвіти», в кінці 1930-х років тут нараховувалось до 800 книжок. Справами читальні керував Василь Небилович. У 1934—1935 рр. сільська молодь власними силами побудувала нове приміщення для «Просвіти» (тепер це Староугринівський Народний Дім).
Діяли молодіжні товариства «Січ», «Луг», «Пласт», пізніше «Юнацтво ОУН». Боротьбу із вживанням алкоголю та тютюну провадило товариство «Відродження». Завдяки Степану Бандері діяв аматорський драматичний гурток, його учасниками були крім самого Бандери сільські хлопці та дівчата, а також студенти зі Стрия та Львова, товариші Степана. Староугринівці зі своїми виставами з успіхом виступали в сусідніх селах. Степан Бандера також керував сільським хором. Коли в 1933 році Андрія Бандеру перевели у Волю Задеревацьку, староугринівську парафію зайняв Володимир Соломка, який продовжив просвітницьку діяльність Бандерів. Збереглася світлина сільського хору 1933 року, в центрі сидить священик Соломка.
У 1939 році в селі проживало 940 мешканців (усі українці).

### Боротьба УПА

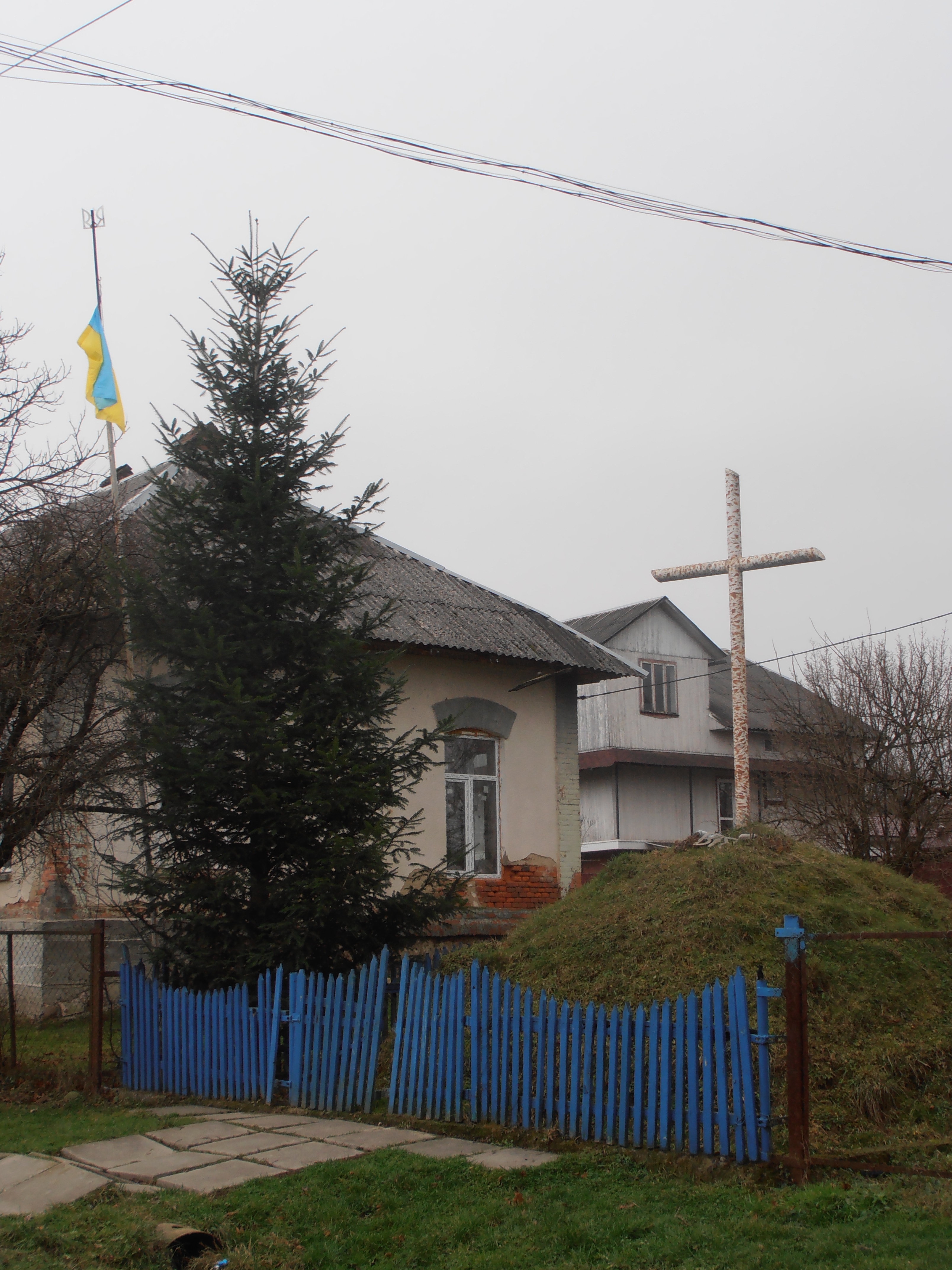
Могила героям

З приходом німців оунівці організували нічні варти. В разі небезпеки вартові мали подати сигнал (світло на церкві). Однієї ночі вартували двоє: Петро Федорів та Іван Василів. Німці, що приїхали на підводі відкрили вогонь: Федорів був вбитий одразу (куля потрапила в голову), Василіву вдалося втекти (пізніше він загинув від рук більшовиків). Могила Федоріва знаходиться біля церковної огорожі.

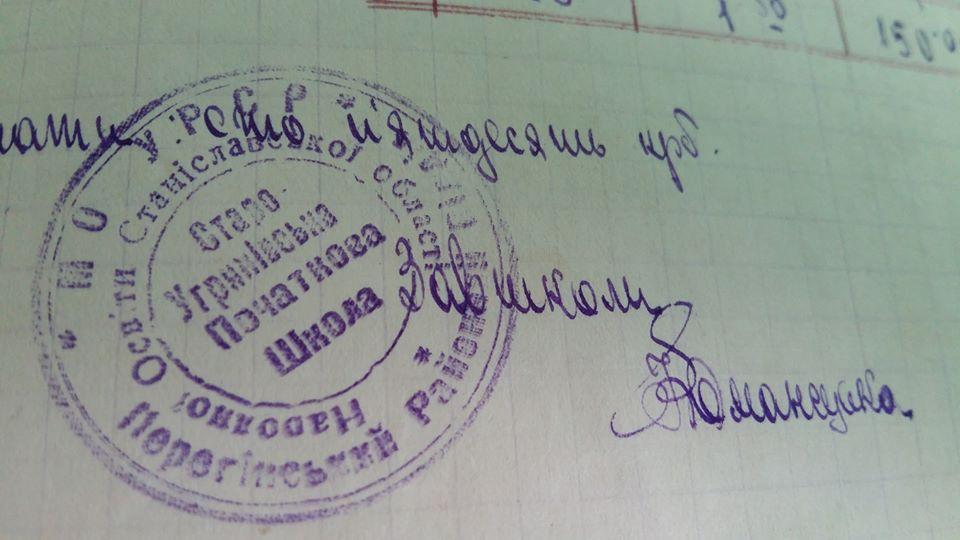
печатка Старо-Угринівської початкової школи

Справжнє кровопролиття почалось із другим приходом радянської влади у 1944 році. Більшість молодих хлопців подались у ряди УПА. Визначними діячами ОУН-УПА були староугринівці: Михайлюк Дмитро, Небилович Іван, Рученчин Іван.
18 листопада 1950 року в урочищі «Медвіцьке» між Старим Угриновом та Бережницею більшовикам вдалося виявити бункер, у якому переховувався провід Калуського р-ну. Загинуло сім осіб. Деяку інформацію про цих людей можна знайти у архівних фондах Станіславського обкому КП(б)У. У звіті обкому 28 листопада 1950 року повідомлялось про ліквідацію керівника крайового проводу ОУН «Захід-Карпати» Степана Слободяна («Клим», «Єфрем», «05», «12»), уродженця Теребовлянського району Тернопільської області, що перебував у підпіллі з 1944 року. Разом із ним у «Медвіцькому» загинули: Іван Петрович Духовий, 1920 р. н., уродженець села Крилос Галицького району, Іван Пилипович Морис, уродженець села Середній Угринів («Дуб»), Іван Петрович Юрків («Микола»), житель Старого Угринова.
Загинула тоді одна жінка, її псевдо було «Марта».
Це була Марія Німа, дочка священика із села Старі Скоморохи Галицького району, дружина Степана Слободяна, їй було тільки 26 років. До 1945 року вона була керівником жіночої сітки окружного проводу ОУН, займала керівне становище в крайовому проводі. Кати винищили майже всю родину Німих: Богдан Німий (нар. 1919), студент Львівського університету закатований у Львові в 1941 році, Ярослав Німий (нар. 1921), провідник СБ, загинув в 1946 році в селі Суботові, Ліда Німа загинула в 1947 році, така ж доля спіткала й Зою Німу. Як бачимо, в цій родині воля України була найвищою цінністю.
В рідному селі Степана Бандери ситуація була особливо гострою. Голова сільради, який, за свідченнями колишніх повстанців, спочатку діяв «на дві руки», після кількох зданих криївок, став мішенню для СБ ОУН-УПА і, в свою чергу, забравши родину до райцентру Перегінська, почав відкриту війну проти своїх односельчан-підпільників. Староугринівцям, які пробували йому перечити, відкрито погрожував Сибіром, заявляв, що вже подав до району списки потенційних переселенців, у разі, якщо з ним щось станеться. І сталось. 17 серпня 1949 року були знищені упівцями серед білого дня Яків Романюк (у селі його називали «Бабієм») разом із райфінагентом Клеотовим і солдатом 7-ї роти Благовим. Через кілька місяців кожна четверта сім'я староугринівців у товарних вагонах була депортована до Хабаровського та Красноярського краю. Старий Угринів утратив 62 сім'ї, 249 осіб.
Загалом села, що розміщувались на околицях «Чорного лісу» були «проблемними» для совітів. Компартійні звіти рясніли повідомленнями про «бандпрояви» з Угриновів, Бережниці, Грабівки, Завою та інших навколишніх сіл. За даними зібраними покійним Іваном Семаньківом у книзі «Перемогла ідея» (2002 р.), в Угринові та на його околицях полягли вихідці з інших населених пунктів: Михайло Скурчак (1945 р.) з Бережниці, Іван Романів та Федір Срібняк (1947 р.) з Грабівки, Михайло Прокопів «Щиголь» (1949 р.) з Завою, Павло Головчак (1944 р.), Іван Гриньків (1948 р.), Іван Деркач (у бою з угорськими формуваннями в 1944 році), Василь Поповняк (1945 р.) з Новиці, Дмитро Новицький («Карпо», 1948 р.) з Ріп'янки, Федір Садула (1947 р.) з Завадки.
Щоб остаточно придушити будь-який опір у січні 1950 року вночі зі Старого Угринова було виселено 50 сімей. Вони були розсіяні по всіх найвіддаленіших куточках СРСР (Хабаровський край, Казахстан).

## Населення

### Мова
Розподіл населення за рідною мовою за даними перепису 2001 року:
| Мова            | Відсоток |
| --------------- | -------- |
| українська      | 99,9 %   |
| інші/не вказали | 0,1 %    |

## Соціальна сфера
- церква В'їзду Господа в Єрусалим (храмове свято на Вербну неділю), збудована 1820 року, поновлена 1924 року, пам'ятка архітектури місцевого значення № 788.[10] Австрійська армія конфіскувала в серпні 1916 р. у староугринівській церкві 4 давні дзвони діаметром 69, 43, 35 32 см, виготовлені в 1876, 1727, 1687, 1687 рр. Після війни польська влада отримала від Австрії компенсацію за дзвони, але громаді села грошей не перерахувала.[11]
- Народний дім[12].
- ФАП.
- Школа І—III ст. на 320 учнівських місць.[13][14][15]
- 264 двори, 1025 мешканців.
- У 90-х роках минулого століття тут постав Історико-меморіальний музей, а з 2000 року — меморіальний комплекс Степана Бандери.[16]
- З 2018 року в селі розпочалось організоване захоронення сміття.[17]

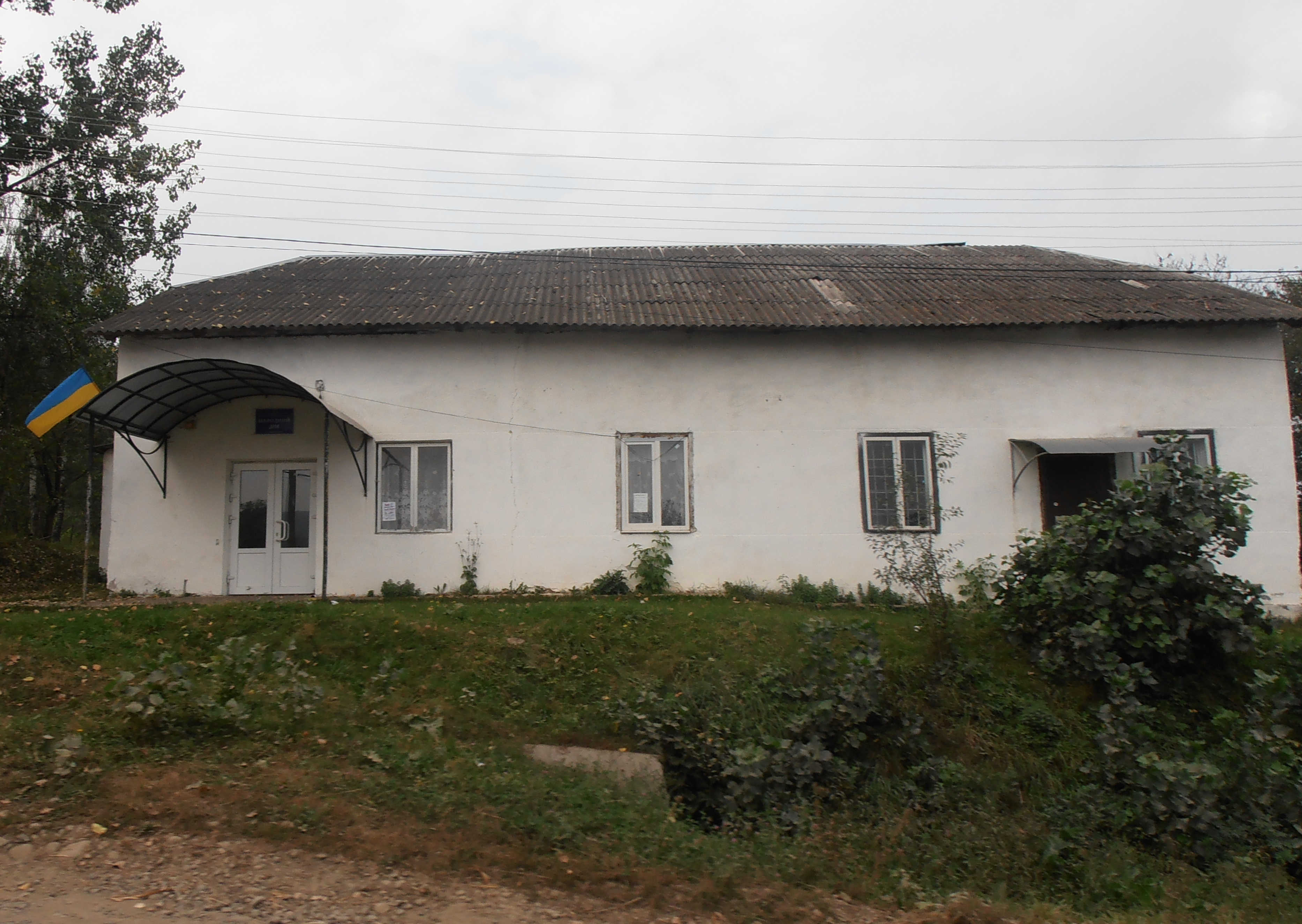
Народний дім
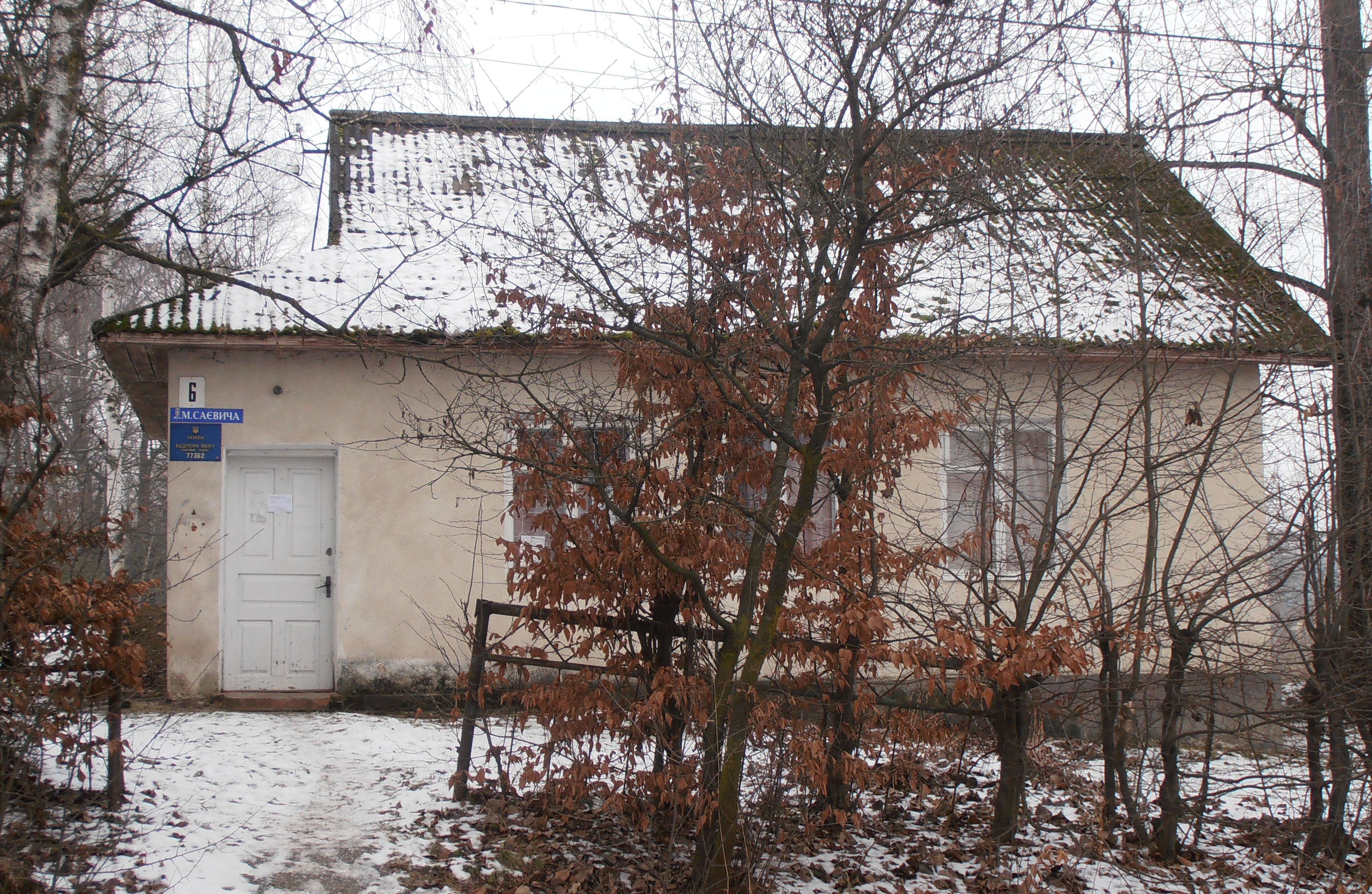
Старий Угринів, пошта
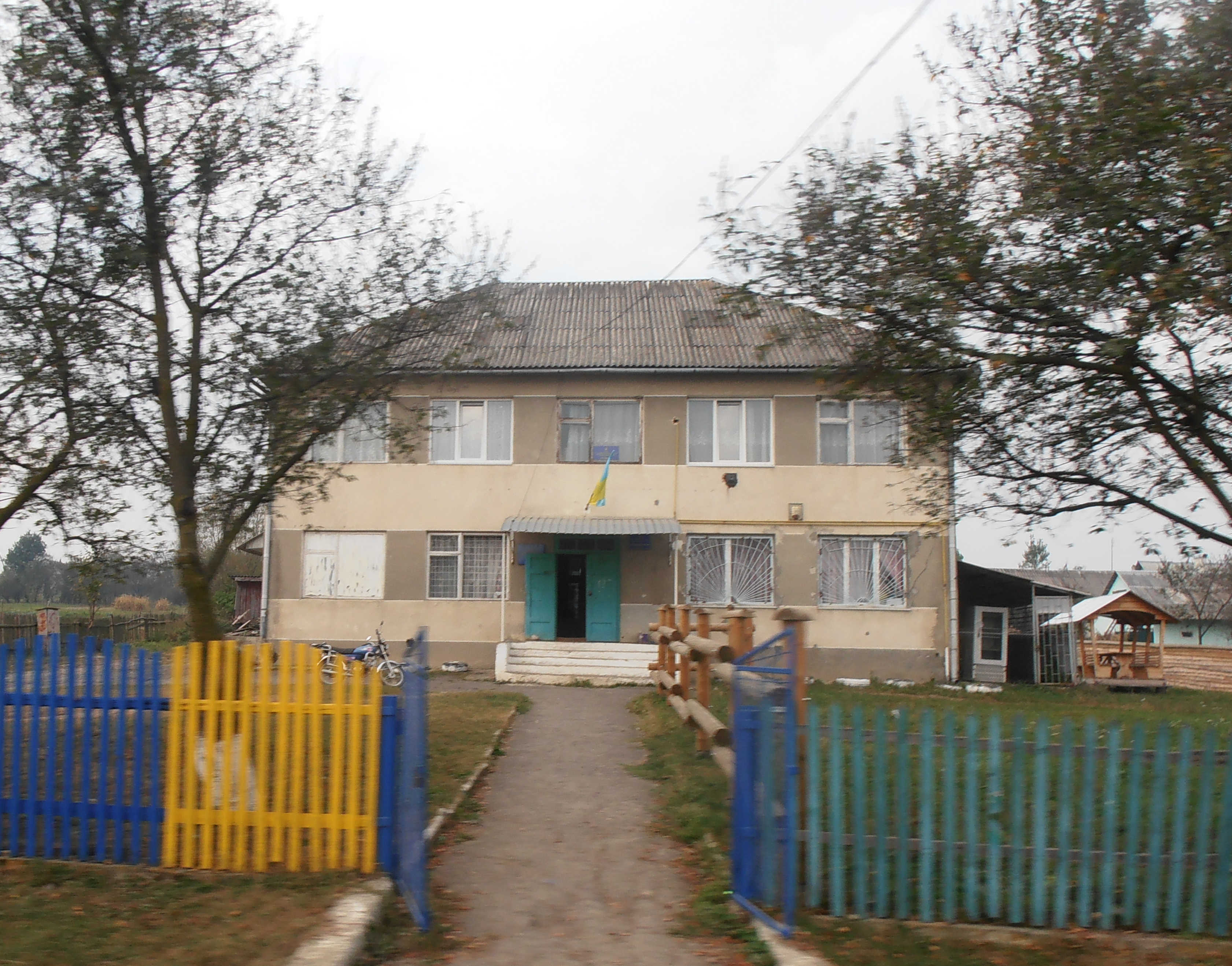
Сільська бібліотека, ФАП
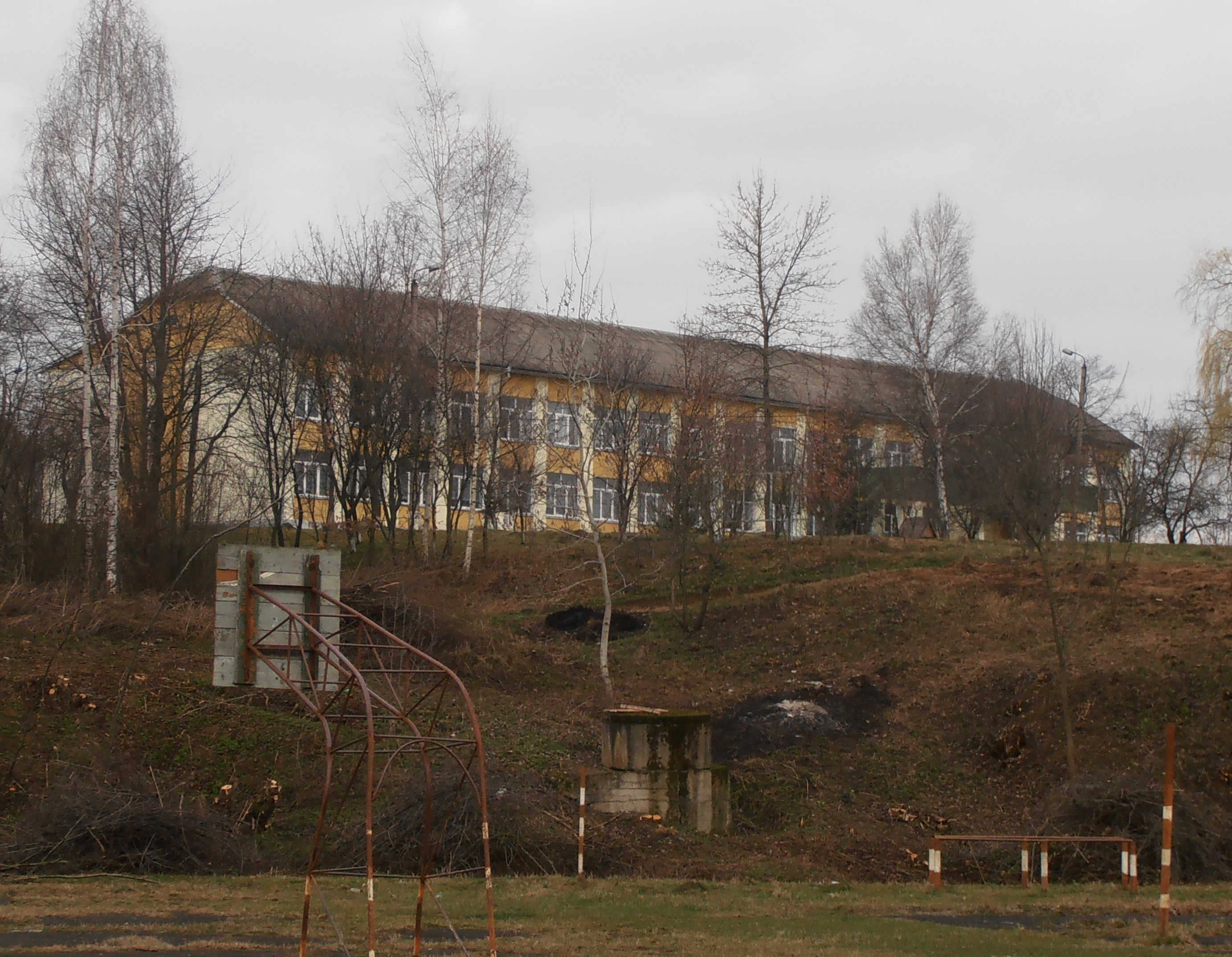
Школа

## Вулиці
У селі є вулиці:
- Березовського
- Береста
- Василя Стефаника
- Григорія Перегіняка
- Загірська
- Гетьмана Мазепи
- Коновальця
- Куровця
- Михайла Грушевського
- Небиловичів
- Петлюри
- Петрушевича
- Повстанчої Армії
- П'ятихатка
- Садова
- Саєвича
- Січових Стрільців
- Степана Бандери
- Стефурака
- Тараса Шевченка
- Чорновола
- Незалежності
- Лесі Українки

## Відомі уродженці
- Григорій Перегіняк (Коробка, Довбешка) (1912 — 22 лютого 1943 р.) — діяч ОУН, організатор збройних відділів УПА на Волині.
- Перегіняк Олекса Васильович (1922—1949) — референт пропаганди ОУН Перегінського району[19][20].
- Степан Бандера — український політичний діяч, ідеолог українського націоналістичного руху XX століття, голова Проводу ОУН-Б. Герой України, посмертно (2010)[21].
- Микола Саєвич — вчений-лісівник, доктор філософії, сотник УГА, творець «Лісового музею» у володіннях митрополита Андрея Шептицького.
- Степан Стефурак — актор Українського театру у Львові «Руська бесіда» (XIX ст.), був знайомий із Іваном Франком, який високо цінував його талант[22].
- Ярослав Зауличний — доктор фізико-математичних наук, професор, завідувач кафедри металознавства та термічної обробки Інженерно-фізичного факультету, Національного Технічного Університету України «КПІ» (Київ)[23].
- Степан Іванюк — заслужений тренер України (вільна боротьба) (Надвірна).
- Іван Рученчин — «Шпак» (1914 — 27.05.1952, с. Грабівка) — Провідник ОУН Перегінського району[24][25].
- Михайло Оленюк — хорунжий УПА, сотенний «Олег» сотні «Залізні» (курінь «Смертоносці», з лютого 1945 — курінь «Дзвони»)[26].

## Пам'ятник Степанові Бандері
Урочисто відкрито 15 жовтня 1990 року. Підірваний спецназом ГРУ за особистим дорученням міністра оборони СРСР Дмитра Язова вночі 30 грудня того ж року. Споруджено новий пам'ятник, його підірвано в липні 1991 року, беззбройний юнак-охоронець отримав важке кульове поранення.
Сучасний бронзовий пам'ятник встановлено 17 серпня 1992 року (автори — архітектор Зіновій Давидюк, скульптори Микола Пасікіра та Любомир Яремчук). Пам'ятник виготовлений за рішенням Калуської міської ради з нижньої половини семиметрового пам'ятника Леніну, замовленого райкомом КПСС коштом бюджету міста Калуша.